# Cilene Couto
Cilene Lisboa Couto Marques (Belém, 3 de abril de 1972) é uma política brasileira filiada ao Partido da Social Democracia Brasileira (PSDB). Atualmente exerce o mandato, desde 2011, de deputada estadual pelo estado do Pará.

## Biografia
Cilene nasceu em Belém, capital do estado do Pará em 3 de abril de 1972. É filha do administrador e ex-senador Mário Couto, conhecido por ser um voraz crítico ao Partido dos Trabalhadores (PT).

### Carreira política
Filiou-se ao Partido da Social Democracia Brasileira (PSDB). Em 2010, candidatou-se a deputada estadual do Pará e foi eleita 43.924 votos. Foi reeleita para o cargo com 72.750 votos em 2014. Foi novamente reeleita em 2018 a deputada estadual do Pará e recebeu 93.614 votos sendo eleita para o cargo.
No ano de 2021, em meio as Prévias presidenciais do PSDB, declarou apoio ao então Governador do estado de São Paulo, João Dória, para ser o candidato do partido na eleição presidencial de 2022. Em 2022, concorreu novamente pela reeleição ao cargo de Deputado estadual de Pará, sendo reconduzida ao cargo após conseguir 91.611 votos, sendo a mulher mais votada da eleição.

## Desempenho eleitoral
| Ano  | Cargo                     | Votos  | Resultado | Ref.   |
| ---- | ------------------------- | ------ | --------- | ------ |
| 2010 | Deputado estadual do Pará | 43.924 | Eleita    | [ 13 ] |
| 2014 | Deputado estadual do Pará | 72.750 | Eleita    | [ 14 ] |
| 2018 | Deputado estadual do Pará | 93.614 | Eleita    | [ 15 ] |
| 2022 | Deputado estadual do Pará | 91.611 | Eleita    | [ 16 ] |